# 京王2000系電車

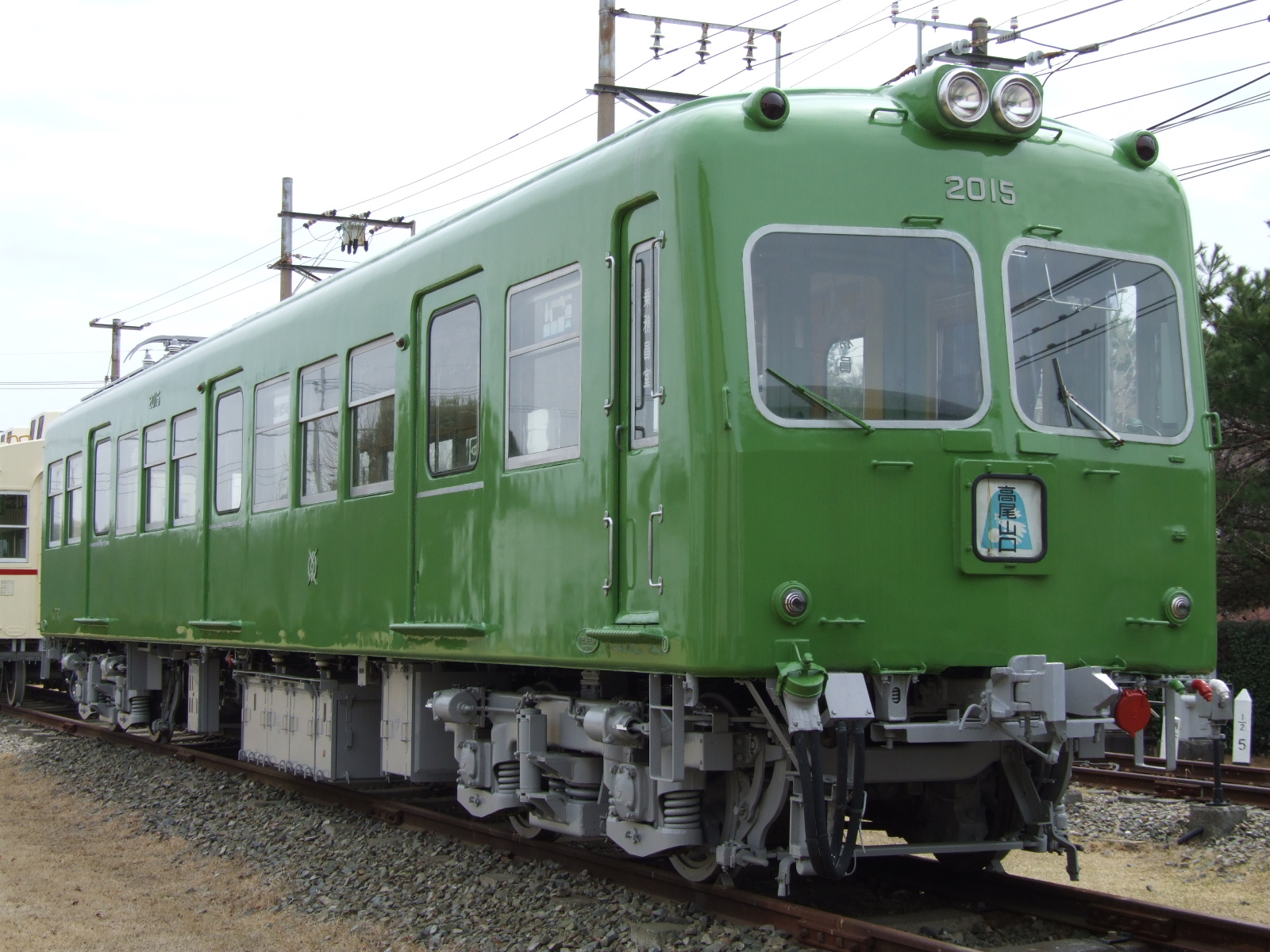
2010系（保存車）

京王2000系電車（けいおう2000けいでんしゃ）は、1957年より製造され、京王帝都電鉄に在籍していた通勤形電車。
本項では後継系列である2010系電車（2010けいでんしゃ）、およびこれら両系列の編成への挿入を前提に在来車の改造あるいは車体更新名義で用意された付随車である2500系電車（2500けいでんしゃ）についても併せて記載する。ともにライトグリーンに塗装されていたため、塗色を変更した初代5000系電車の登場以降は「グリーン車」と通称された。

## 概要
2000・2010系は、路面電車然とした23形から玉南電気鉄道1形の編入を始まりとする14 m級中型車の導入開始、2600形での車体長の16 m化と車体幅の拡大、そして2700系での軽量化を伴う車体長17 m化、とおよそ四半世紀の時間を費やして車両規格の大型化が段階的に進められてきた京王線において、2700系の車体を基本としつつ、カルダン駆動を導入することで車両設計の質的な変革を実現したグループである。
これらは、右肩上がりのカーブで乗客数が増加し続ける京王線の主力車として、高度経済成長期の同線の輸送を支えた一方で、全電動車方式（2000系）からMT比1:1の経済車（2010系）への移行をはじめ、各社で試行錯誤が続いていたカルダン駆動車のシステム構築について京王におけるテストベッドの役割を果たし、また1963年に実施された京王線の電車線（架線）電圧の直流600 Vから1,500 Vへの昇圧に即応することが可能なように設計されるなど、続く5000系での飛躍の基礎となった。
これに対し2500系は、当初は搭載機器の老朽化などの事情から昇圧対応が困難であった在来14 m級中型車の車体を活用すべく、これらの電装解除車を再整備の上で2000・2010系の中間車とする形で出発し、以後5070系（後の5100系）新造時に電装品を供出した2700系の編入や、14 m級車の更新名義での2010系相当17 m級車の新造投入などにより、順次置き換えを実施したグループである。これらは限られた予算内での昇圧準備の円滑な実施に貢献し、また各系列間で機器の使い回しの際に不要となった車体の受け皿として有効活用された。
井の頭線は初代1000系、京王線は2000系が登場したことにより、京王全体で新車のデザインはほとんど統一された。しかし次世代車である井の頭線3000系と京王線5000系は互いのデザインに独自の分化が発生し、その後の井の頭線と京王線は21世紀に入るまで、異なる意匠の車両が続いている。

## 車種構成
本グループに属する車両としては以下の各形式が製造された。
2000系
- デハ2000形（2代目）デハ2001 - 2004：新宿向き制御電動車 (Mc1)
- デハ2050形 デハ2051 - 2054：八王子向き制御電動車 (Mc2)
1957年12月 日立製作所製
- デハ2000形（2代目）デハ2005 - 2008：新宿向き制御電動車 (Mc1)
- デハ2050形 デハ2055 - 2058：八王子向き制御電動車 (Mc2)
1958年2月 日立製作所製

2010系
- デハ2010形 デハ2011・2012：新宿向き制御電動車 (Mc1)
- デハ2060形 デハ2061・2062：八王子向き制御電動車 (Mc2)
1959年12月 日立製作所製
- デハ2010形 デハ2013：新宿向き制御電動車 (Mc1)
- デハ2060形 デハ2063：八王子向き制御電動車 (Mc2)
1960年3月 日本車輌製造東京支店製[注 1]
- デハ2010形 デハ2014：新宿向き制御電動車 (Mc1)
- デハ2060形 デハ2064：八王子向き制御電動車(Mc2)
1960年4月 東急車輛製造製
- デハ2010形 デハ2015・2016：新宿向き制御電動車 (Mc1)
- デハ2060形 デハ2065・2066：八王子向き制御電動車 (Mc2)
1961年12月 日立製作所製
- デハ2010形 デハ2017・2018：新宿向き制御電動車 (Mc1)
- デハ2060形 デハ2067・2068：八王子向き制御電動車 (Mc2)
1961年12月 日本車輌製造東京支店製
- デハ2010形 デハ2019・2020：新宿向き制御電動車 (Mc1)
- デハ2060形 デハ2069・2070：八王子向き制御電動車 (Mc2)
1962年8月 日立製作所製
- デハ2010形 デハ2021：新宿向き制御電動車 (Mc1)
- デハ2060形 デハ2071：八王子向き制御電動車 (Mc2)
1962年8月 日本車輌製造東京支店製
- デハ2010形 デハ2022：新宿向き制御電動車 (Mc1)
- デハ2060形 デハ2072：八王子向き制御電動車 (Mc2)
1962年8月 東急車輛製造製
- デハ2010形 デハ2023・2024：新宿向き制御電動車 (Mc1)
- デハ2060形 デハ2073・2074：八王子向き制御電動車 (Mc2)
1962年12月 日立製作所製
- デハ2010形 デハ2025・2026：新宿向き制御電動車 (Mc1)
- デハ2060形 デハ2075・2076：八王子向き制御電動車 (Mc2)
1962年12月 日本車輌製造東京支店製

これらは原則的に八王子向き車両の番号の下2桁が新宿向き車両の番号に50を加算したものとなるようにペアを組んで製造・運用されている。
また、これらの編成中間に挿入されるべく、在来車の改造あるいは改造名義で以下の各形式が用意された。
2500系
- サハ2500形 サハ2501 - 2512・2531・2532：付随車 (t)
- サハ2550形 サハ2551 - 2562・2581・2582：空気圧縮機搭載付随車 (t)
サハ2110形・デハ2150・2200・2300・2400・2500形（元貴賓車500号のデハ2500を含む）の各形式を車体はほぼそのままに、1959年12月の2010系第1編成竣工後1961年までに順次改造したもの。
- サハ2500形 サハ2521 - 2526：付随車 (T)
- サハ2550形 サハ2571 - 2576：空気圧縮機搭載付随車 (T)
14 m級車の改造名義で車籍のみ継承し、2010系と同等の17 m級車体を新造したもの。
- サハ2500形 サハ2517・2518・2520：付随車 (T)
- サハ2550形 サハ2567・2570：空気圧縮機搭載付随車 (T)
2700系の付随車サハ2750形を編入改造したもの。
- サハ2500形 サハ2511 - 2516・2519：付随車 (T)
- サハ2550形 サハ2561 - 2566・2568・2569：空気圧縮機搭載付随車 (T)
主要機器を5070系へ供出して編成を解かれた2700系を編入改造したもの。

なお、これらのサハ2500・2550形各車の内、新造グループと2700系からの編入グループについては、最終的にその車両番号の下2桁を原則的に挿入先編成の電動車と揃えてナンバリングされている。

## 2000系

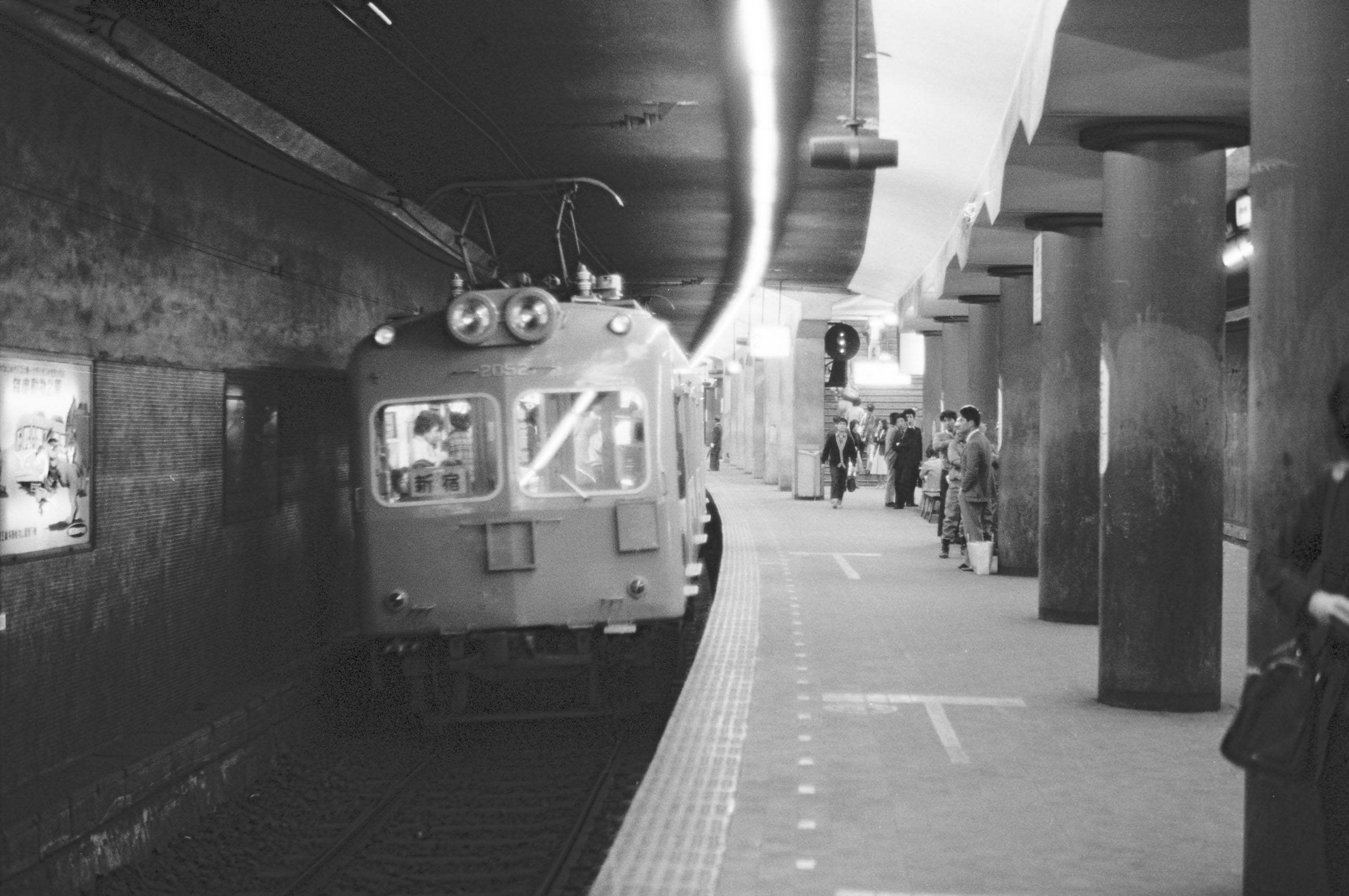
2000系（旧初台駅）

1956年まで増備が続いていた2700系の後継形式として、同時期新造の井の頭線用1000系（初代）とともに、京王線初のカルダン駆動車として設計された。
京王では初の信託車両でもある。

### 車体
2700系第4次車を基本とする、17 m級3扉準張殻構造車体を備える。車体幅は2,600 mmである。
ただし、2700系とは異なり、車体は全て通常の普通鋼製となっている。
2700系では主電動機の定格回転数引き上げによる軽量化などの努力は行われていたとはいえ、依然吊り掛け駆動のままで機器重量が過大傾向を示していたことから、低規格な軌道条件で17 m級車体を実現するためには、高張力鋼を使用して部材厚を極限まで削減するなど、車体の軽量化を徹底する必要があったが、本系列ではカルダン駆動の導入で主要機器が大幅に軽量化されたこともあり普通鋼製となった。
また薄鋼板使用に伴い溶接組み立て時のひずみ防止処置として施されていた、外板各窓上下のビード（紐出し成型）も省略されており、平滑な外板となっている。
側面窓配置は同時代の関東私鉄では一般的であったd1D (1) 2D (1) 2D (1) 1（d：乗務員扉、D：客用扉、(1)：戸袋窓、数字：窓数）となっており、前面は2700系に準じ、国鉄80系電車（2次車以降）のそれを模した2枚窓構成のいわゆる「湘南形」となっている。側窓は戸袋窓を除き2段上昇式のスチールサッシを採用、併用軌道区間での建築限界の制約から、保護棒を下段に取り付けている。
前照灯は大型白熱灯を1灯屋根上中央に設置し、尾灯をその左右に、標識灯を車体下部に、それぞれ2灯ずつ設置する。また、前面の行先表示は表示板を中央窓下の金具に差し込む方式を採用する。
通風器は押し込み式のものを1列5基ずつ2列で10基、屋根上に搭載する。
車内では、クリーム色のアルミデコラ化粧板が初採用されており、天井は白色、床は茶色のロンリューム（リノリウム）張り、座席はロングシートで、臙脂色のモケットが採用され、ちらつきの少ない交流120 Hz点灯の40 W蛍光灯をカバー装着の上で2列各10本ずつ並べたこともあり、明るい車内を演出している。なお、貫通路は広幅である。
外板塗装は、設計当時標準のライトグリーン1色である。

### 主要機器
前述の通り、京王線初のカルダン駆動車としてさまざまな新機軸が導入されている。
当初より将来の京王線架線電圧の1,500 Vへの昇圧を想定して設計されており、主制御器や電動発電機、空気圧縮機などの電装品はいずれも1,500 V動作に対応する。

#### 主電動機
京王初となる高定格回転数化により飛躍的な軽量化を実現した、直流直巻電動機である日立製作所HS-833Arbを各台車に2基ずつ、撓み継手と歯形継手を組み合わせた日立製作所製の中空軸平行カルダン駆動装置を介して装架する。歯数比は82:14=5.86である。

#### 制御器
発電ブレーキ時の応答性向上を図り、スポッティングを付加した600 / 1,500 V両対応の2回転式多段電動カム軸式制御器である、日立製作所MMC-LHTBU20を各車に搭載する。
これは1基の主制御器で2両分8基の主電動機を制御する1C8M制御に対応する大容量設計であるが、力行時には主電動機の端子電圧や電流量等を考慮して、1両分4基の主電動機を制御する1C4M制御として各電動車に主制御器を個別に搭載する形で使用している。
ただし、発電制動の動作時にはデハ2000形の制御器で2両分8基の主電動機を一括制御する構成としており、このため発熱量が過大となる同車の抵抗器については、冷却効率の向上とコンパクト化を意図して送風機による強制冷却式が採用された。なお、全電動車での4両編成時には、変電所容量の制約から、力行時には1両分4基の電動機をカットして運用している。

#### 台車

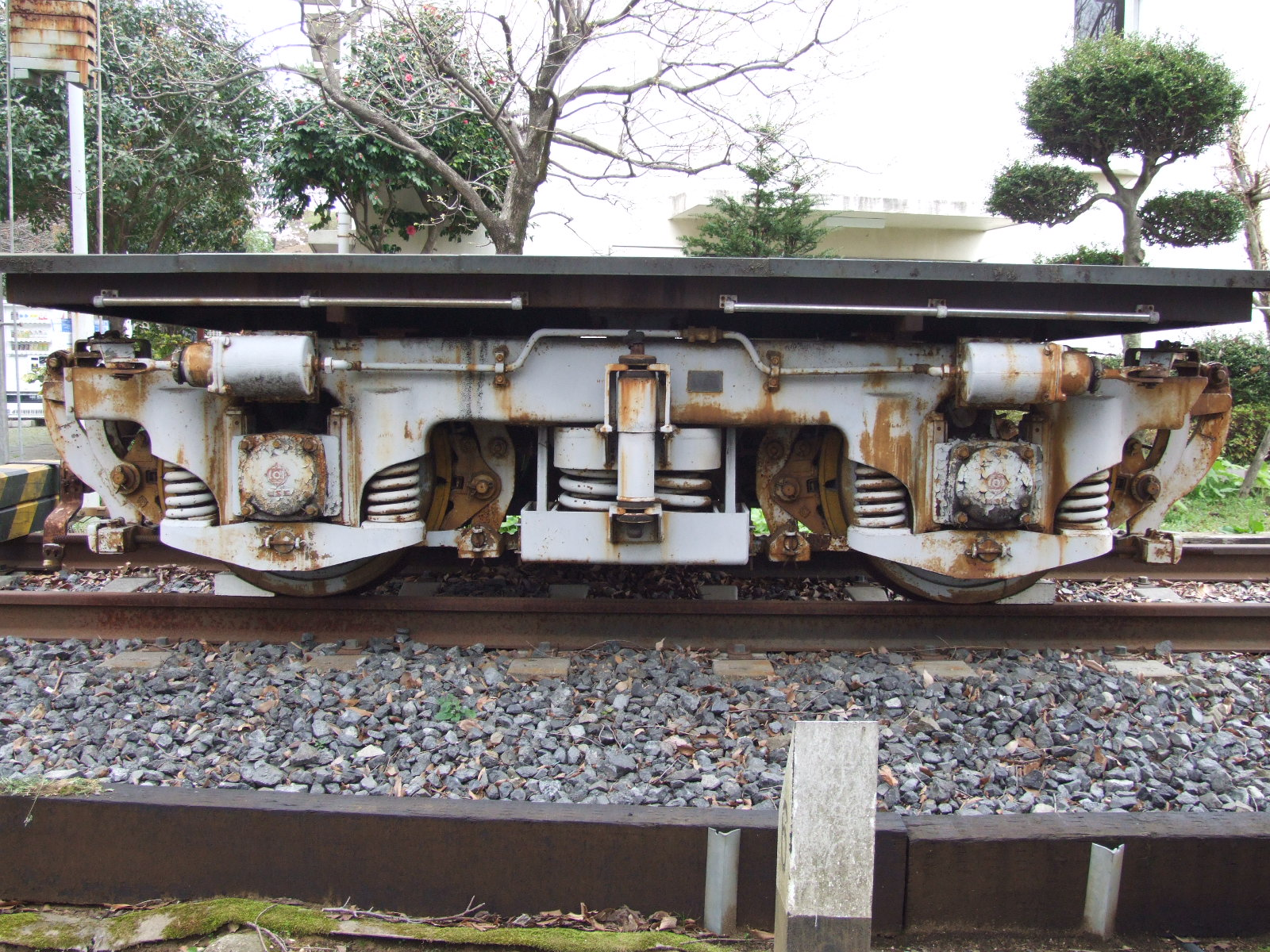
2000系用日立製作所KH-14台車

日立製作所製ウィングばね台車であるKH-14を装着する。枕ばねは揺れ枕に複列コイルばねとオイルダンパを置いた、設計当時としては標準的な方式を採っている。基礎ブレーキ装置は両抱き式で、ブレーキシリンダーは台車枠に装備する。

#### ブレーキ
A動作弁を用い、ブレーキ管減圧制御を行う自動空気ブレーキに中継弁によるブレーキ力増幅と電磁弁による電磁速動機能、発電ブレーキとの連動機能を追加した、予備直通ブレーキ機能および機械式応荷重装置付きのARSE-D電磁自動空気ブレーキを搭載する。
設計当時、既にSMEE/HSC系の電磁直通ブレーキが一般化していたが、昇圧を控えて在来車との混結運用が多数存在したことから、在来車との互換性と応答性能の向上をバランスさせてこの方式が採用されている。

#### 集電装置
日立製作所製K-100菱枠型パンタグラフを各車の運転台寄りに1基ずつ搭載する。

### 運用
デハ2000 - デハ2050の2両編成を基本とし、当初はこれを2編成組み合わせた4両編成で運用され、1961年以降は昇圧準備として発電ブレーキ機能をカットの上で編成中間にサハ2500・2550形の組み込みを段階的に実施、Mc1 - t - t - Mc2の4両編成となった。
1961年以降は2010系での設計変更を反映して前照灯の2灯化が実施された。本系列の場合は白熱灯を2つ並べる方式が採用されている。さらに1963年の新宿 - 笹塚間軌道改良の実施で複線間隔が拡大され、側窓の保護棒が撤去された。
昇圧に際しては、主回路を当初の計画通り力行についても1C8M制御へ組み替え、不要となったデハ2050形の主制御器と抵抗器を撤去、さらにデハ2000形の集電装置を運転台側から連結面側へ移設する工事を実施している。また、1966年以降、1969年のATS稼働開始までに全車の空気ブレーキ装置がARSE-D電磁自動空気ブレーキから、より応答性に優れるHSC-D電磁直通ブレーキへ改造されている。
本系列は2両編成8本で16両しか製造されず、しかも全電動車方式を前提とする低出力車であったことから運用上は制約が多く、昇圧直後には暫定的に付随車を含むMc1 - T - Mc2 + Mc1 - Mc2として5両編成を組んだ後、2700系や2600系、果ては井の頭線から転用された1700系と、自動加速制御器は備えるが加減速性能の異なる吊り掛け式の各形式を併結して運用された。昇圧前の2M2T運用含め、本来全電動車方式での運用を前提に計画された高速回転形低出力モーター搭載車に付随車を組み込むという編成での運用は、主電動機に過大な負担を強いる結果となった。
このような事情もあって1966年以降は2010・2500系によるデハ2010形 (Mc1) - サハ2550形 (T) - サハ2500形 (T) - デハ2060形 (Mc2) という4両編成にデハ2000形 (Mc1) - デハ2050形 (Mc2) の本系列2両編成を増結した6両編成で運用されるように変更され、デハ2007 - デハ2057・デハ2008 - デハ2058の2編成については特急運用増発に伴う車両不足を補うため、1968年10月に5000系に準じたアイボリーホワイトの車体に臙脂の帯を巻いた塗装に変更、1971年までこの塗装で特急運用に充当された。
その後は京王線で各停運用を中心に充当され、1975年から1976年にかけて乗務員の転落事故防止を目的として、行先表示板が前面中央から乗務員室車掌台側の窓内側へ変更されるなどの小変更が見られたが、基本的には大きな改造がないままに推移した。ただし、本系列および後述する2010系の集電装置については、本来の日立製作所K-100の部品製造打ち切りに伴い、時期は不詳ながら順次東洋電機製造PT-42に交換されている。
本系列は全電動車方式で補助電源装置の追加搭載スペースが床下になく、このため1970年代後半より通勤車で一般化した冷房装置の搭載は見送られた。
このような事情から6000系の増備が進んだ1980年には、竣工時と同じ2両編成2本を組み合わせた本系列のみによる4両編成に戻されて高尾線運用に転用され、翌1981年には老朽化でデハ2001 - デハ2051 + デハ2002 - デハ2052の4両が廃車解体、さらに残る12両についても1983年10月30日の運用をもってさよなら運転等を一切行わず運用終了、廃車解体された。
上述の通り保存車は存在しないが、京王資料館に本系列が装着した日立製作所KH-14台車が現存する。

## 2010系
全電動車方式を基本に計画・設計された既存の2000系が、変電所容量の制約などから4両編成時に1両分の電動機出力カットを強いられ、十分な性能を発揮できなかったことを考慮して、次なる新形式車両では全電動車方式を放棄し、MT比1:1の経済的な編成を組成可能とすることが計画された。
そこで、付随車牽引に適した高トルク低定格回転数の110 kW級電動機を新規設計して搭載し、制御器などについてもこれに合わせて若干の改良を施した、2010系が1959年に設計された。
2000系と比較して扱いやすい設計となったことから、同系の倍に当たる2両編成16本で32両が製造され、またその電装品などの基本設計は、続く5000系にほぼそのままの形で継承された。

### 車体

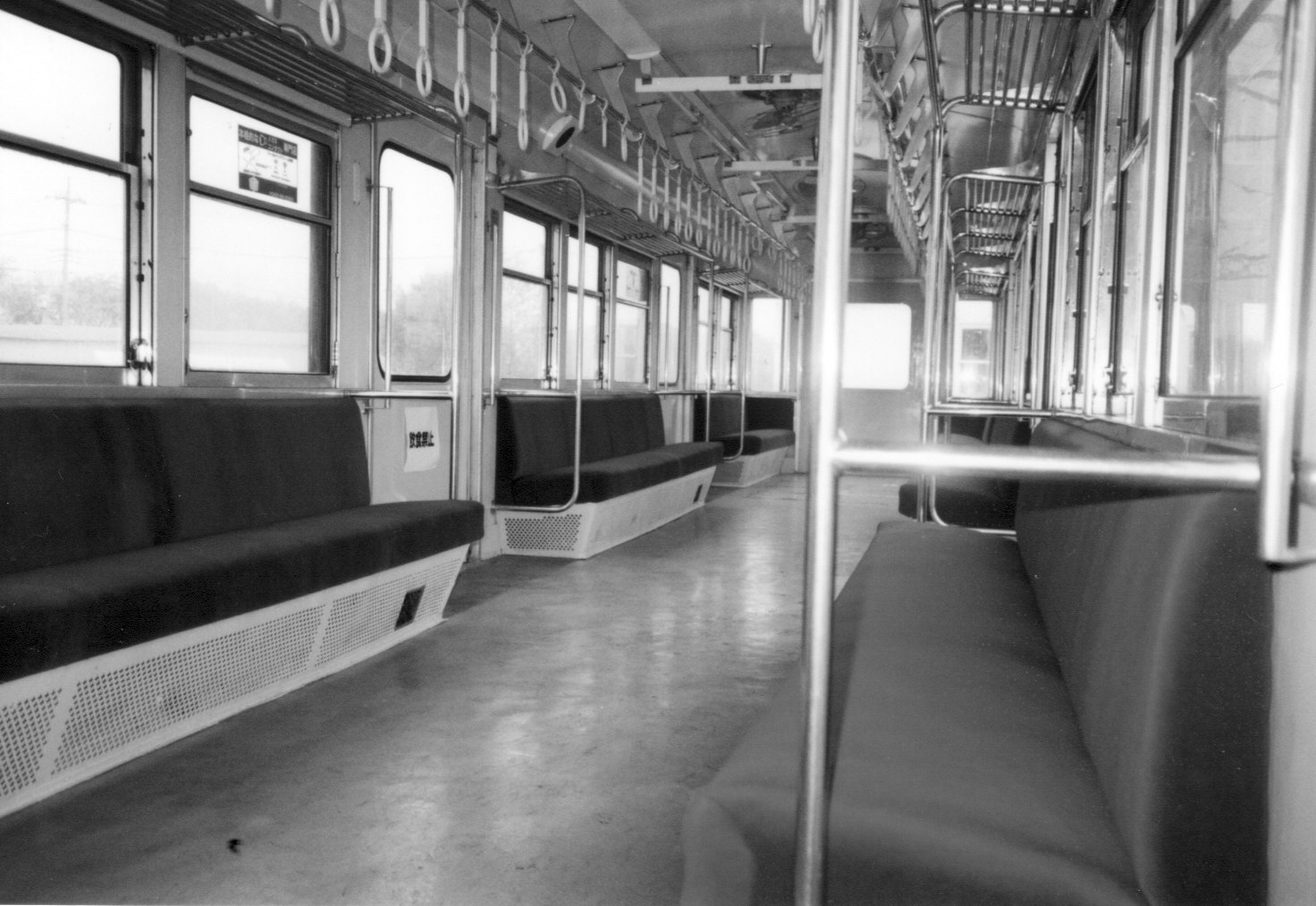
2010系車内

2000系に準じた寸法・構造の17 m級・2.6 m幅3扉全金属製準張殻構造車体を備える。窓配置は2000系と同一で、湘南形に由来する2枚窓構成の前面デザインなどもこれを踏襲している。座席もロングシートである。
デハ2011 - 2014・2061 - 2064は2000系と同一の車体を備え、前照灯は大型灯具に納められた白熱電球1灯、窓枠はスチールサッシであったが、第2次車となるデハ2015・2065以降は前照灯がシールドビーム2灯に、差し込み式であった行先表示板が電照式の行先表示幕に、窓枠がアルミサッシに、それぞれ変更され、さらに第3次車となるデハ2019・2069以降では混雑時の換気能力向上を図って屋根上通風器が押込式から大型のグローブ式に変更され、車体裾部の曲面が廃止されるなど、増備の度に小改良が加えられている。
塗装はライトグリーン一色である。なお、デハ2019・2069以降では側面のK.T.R.ロゴが腰板部から連結面側裾部へ移動、サイズも小型化されている。

### 主要機器
全電動車方式による高加減速車を目指した2000系とは異なり、MT比1:1での運用を実現可能とする経済車として設計された。
その設計コンセプトは1,500 V動作専用とした上で、続く5000系などにも継承されている。

#### 主電動機
2000系とは方針を一変させて、牽引力を重視した低定格回転数・高トルク特性の日立製作所HS-837-Brb（端子電圧375 V、電流330 A、1時間定格出力110 kW、80 %界磁時の定格回転数1,450 rpm、最弱め界磁率18 %）が新規に設計・採用されている。
もっともこの電動機は補償巻線の採用により弱め界磁率を18 %まで引き上げ、これによって高定格回転数仕様のHS-833Arbに遜色のない高速運転性能を確保している。
駆動方式はWNドライブで、歯数比は2000系と同じ82:14=5.86である。

#### 制御器
2000系のMMC-LHTBU20を基本としつつ、不評であったスポッティングを廃止してカムをシンプルな大径1回転カムに変更した、日立製作所MMC-LHTB20をデハ2010形とデハ2060形に各1基ずつ搭載する。
主回路構成は2000系のものを踏襲しており、力行時には各車の制御器がそれぞれ配下の主電動機4基を直並列制御するが、発電ブレーキ動作時に限ってはデハ2010形の制御器がデハ2060形の分を含む2両8基分の主電動機を制御する、やや変則的な構造として設計されている。
制御段数は直列10段、並列8段、弱め界磁6段、発電制動17段（全界磁）である。

#### 台車

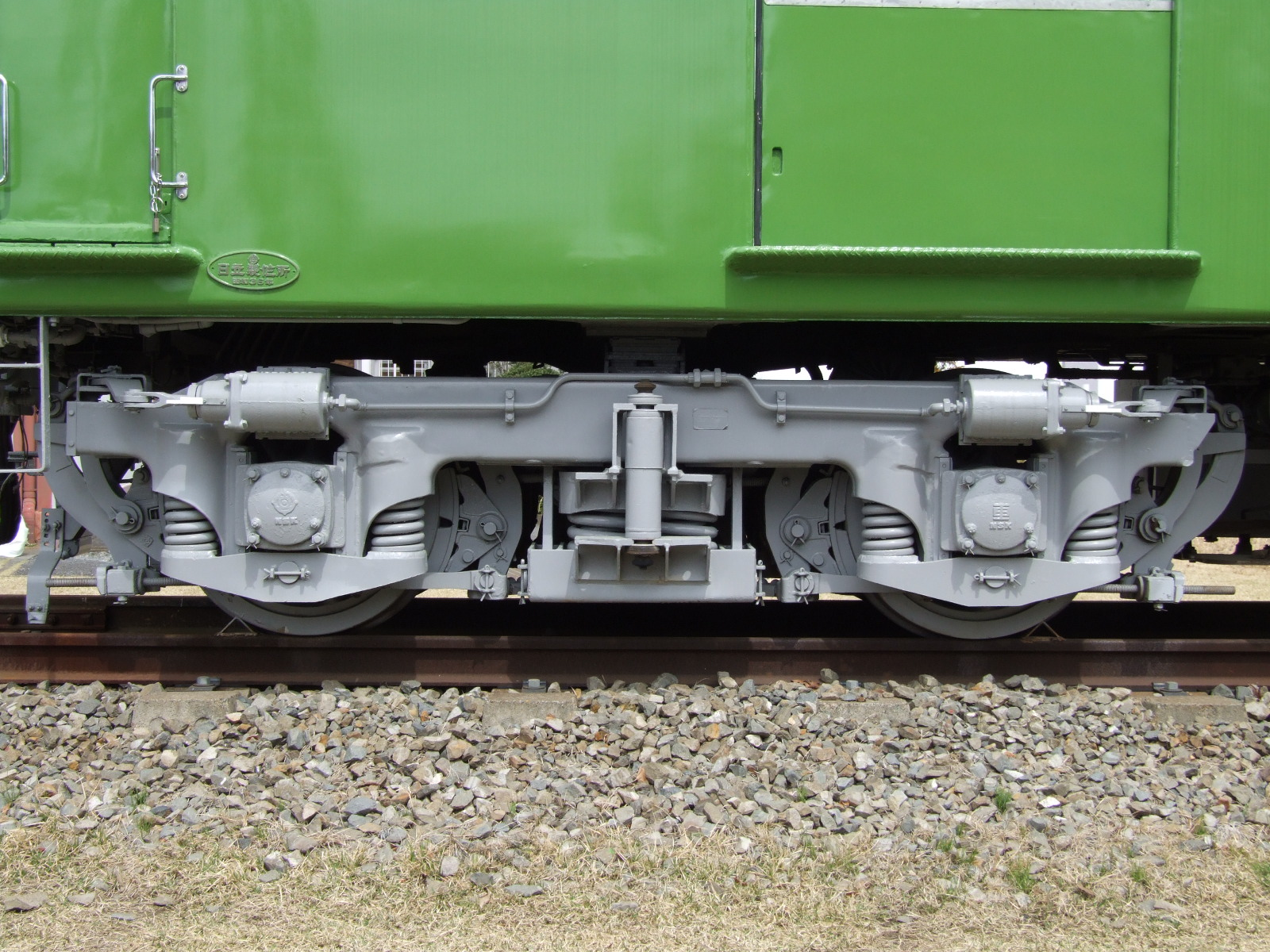
2010系用日立製作所KH-14A台車

2000系のKH-14の設計を踏襲するウィングばね式台車である、日立製作所KH-14Aを装着する。
基本的にはKH-14と共通であるが、設計当時、都営新宿線への乗り入れ計画に関連して京王線の1,435 mm軌間への改軌が取りざたされていたことなどから、車軸を長軸として1,435 mm軌間への改軌工事が容易に実行可能な設計となっている点で異なる。

#### ブレーキ
2000系と同じく発電ブレーキに連動するARSE-D電磁自動空気ブレーキを搭載し、2000系と同様に機械式の応荷重装置を備えている。

#### 集電装置
2000系と同じ日立K-100を各車に搭載するが、2000系とは異なり設置位置が連結面寄りに変更されている。

### 運用
新造当初は在来の14 m級旧型電動車を電装解除したサハ2500・2550形付随車を各1両ずつ編成に組み込んで、デハ2010形 (Mc1) - サハ2550形 (t) - サハ2500形 (t) - デハ2060形 (Mc2) という4両編成を組成して運用された。サハの中には京王電気軌道110形由来の古色蒼然たる構造の車両も含まれていたため、これらを含むデハ2015 - 2018・2065 - 2068の編成では最新のアルミサッシが並ぶ電動車の間にリベット組み立て二重屋根構造の付随車が挟み込まれるという一種異様な状況を呈した。
もっとも、その一方で1962年からは14 m級車の車籍継承により、本系列3次車と共通の車体構造を備えた新造車グループ ((T)車のサハ2521 - 2526・2571 - 2576) の製造が開始され、これらは車両番号の下2桁を揃えてデハ2021 - 2026・2071 - 2076の編成に組み込まれて、ようやく整った外観の4両編成が実現された。
さらに昇圧後、2700系の5070系への機器供出に伴う編成解体で発生した電装解除車や、それらと連結されていた制御車・付随車を改造して付随車に仕様統一したグループを投入することで、老朽化が目立った14 m級車の淘汰が1968年までに完了している。

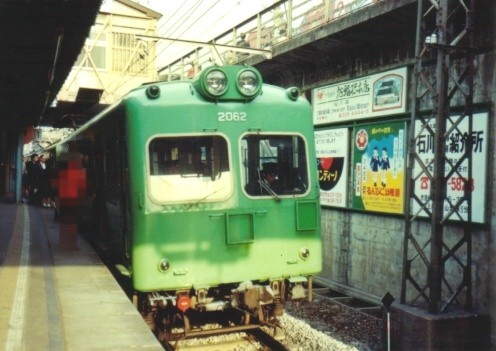
各駅停車の運用に充当される2010系（仙川駅、1984年3月9日）

なお、2000系と同様に第2次車の就役開始後に第1次車の前照灯2灯化が開始されたが、こちらも白熱灯2つを並べる形態で実施された。1963年には複線間隔拡大工事の完了に伴う側窓保護棒の撤去工事が全車を対象に実施されている。
昇圧工事の際には2000系と同様、力行1C4M・発電制動1C8Mという変則的な主回路構成を改めてデハ2060形の主制御器と抵抗器を撤去、完全な1C8M制御化が実施された。また、2000系と同様ATSの設置に伴い、空気ブレーキのHSC-D電磁直通ブレーキへの改造が1969年までに実施されている。
1963年の特急運転開始時には5000系の絶対数不足から、本系列後半のデハ2023 - 2026・2073 - 2076を含む4両編成4本が特急用に起用され、アイボリーホワイトに臙脂色の細帯を窓下に巻いた5000系と同様の塗装に変更されたうえで特急運用に充当された。この運用は特急の増発もあって、デハ2019 - 2022・2069 - 2072を含む4両編成4本についても同様の変更を実施したうえで、追加で特急運用への充当を開始、最終的に1969年に5000系が155両出揃った後で、全車ともに1971年5月までに元のライトグリーン1色に復元されている。
なお、この間1970年には本線旅客の急増に対応して貫通6両編成が組成されることとなり、デハ2012・2020・2024・2026の4両の運転台を撤去して客室化する、後述するサハと同様の完全な中間車へ改造が実施され、デハ2700を同様の改造で中間車化した2700系2両と組み合わせての6両固定編成化が実施されている。
1978年当時の貫通6両編成
- 2776 - 2706 - 2012 - 2562 - 2512 - 2062
- 2780 - 2710 - 2020 - 2570 - 2520 - 2070
- 2778 - 2708 - 2024 - 2574 - 2524 - 2074
- 2782 - 2712 - 2026 - 2576 - 2526 - 2076

斜字は2700系
2700系の廃車が1977年から開始され、またこの年には2600系も全廃となったことから、暫定的に本系列および2500系による4両編成が高尾線運用に充当されたが、これらは1980年に2000系と交代で本線運用へ復帰し、1981年の2700系全廃に伴う編成組み替えで本系列と2500系のみによる6両編成を組むように変更され、以下の6両編成8本となった。
- 2013 - 2563 - 2513 - 2063 + 2014 - 2064
- 2011 - 2061 + 2020 - 2570 - 2520 - 2070
- 2021 - 2571 - 2521 - 2071 + 2018 - 2068
- 2016 - 2066 + 2022 - 2572 - 2522 - 2072
- 2023 - 2573 - 2523 - 2073 + 2019 - 2069
- 2017 - 2067 + 2024 - 2574 - 2524 - 2074
- 2025 - 2575 - 2525 - 2075 + 2012 - 2062
- 2015 - 2065 + 2026 - 2576 - 2526 - 2076

斜字は中間車改造車
これらでは基本となる4両編成に対してサハ2両を抜いた電動車2両を増結するかたちで編成が組まれており、この際に2700系由来のサハ2500・2550形はサハ2513・2520・2563・2570の4両を残して全車廃車解体された。
この編成組み換えの際、1970年に中間電動車に改造された4両のデハ2010形は非貫通構造のデハ2060形と向き合う形となった。しかし非冷房車である本系列は置き換えが近いという事情から、編成中間に組み込まれたデハ各車に対して運転台の撤去や中間電動車化改造工事は施工されず、逆に4両の中間電動車に窓付きの蓋を取り付け、非貫通車との連結面側の貫通路を閉鎖するという処置で済まされている。
車齢25年前後であったが、先述の通り非冷房であったことや、7000系の投入により1984年11月18日にさよなら運転が行われて運用終了、全車廃車となった。本系列を最後に、車体がライトグリーン1色に塗装された通称「グリーン車」が京王から消滅することとなった。

### 保存
デハ2015が廃車後若葉台工場に保存され、その後京王資料館に移動したが、2013年4月に京王れーるランドでの保存展示に備えて多摩動物公園駅付近に移動している。その後、同年10月10日から一般公開されている。

## 2500系
2500系はMT比1:1での運用を前提に設計された2010系の中間車として、在来車の改造ないしは改造名義で新造された付随車群の総称である。
車体長や車体構造の相違はあったが、いずれも広幅貫通路を備えた3扉ロングシート車であり、一切主要機器を搭載しないサハ2500形と、空気圧縮機搭載のサハ2550形のペアで構成され、両端の電動車の制御線引き通しに加えて高圧線の引き通しを実施し、電動車からの給電により照明や扇風機などのサービス機器を動作させる設計となっている。
当初は京王線の架線電圧昇圧に伴う、昇圧工事の困難な14 m級在来型電動車の一時的な延命措置策として導入が開始された。
その後は14 m級車の改造名義での完全新造車が投入され、さらに5070系への機器供出で電装品を失った2700系各編成を解体・改造の上で編入することで14 m級車の淘汰が図られている。

### 14 m級在来車からの編入車グループ
東京急行電鉄（大東急）からの分離による京王帝都電鉄の発足時点で70両が承継された旅客用電車各形式は、電装品の仕様がほぼ統一されており、戦中・戦後の資材難の時期を乗り切るに当たっては重要な役割を果たしたが、それらの機器はほとんどが大正時代から昭和初期にかけての時期に設計されたもので、しかも架線電圧600 Vでの使用のみを前提として設計されていたため、そのままでは1963年に実施が計画されていた京王線の架線電圧1,500 Vへの昇圧にあたっては搭載機器の大規模な改修、あるいは機器新造の必要があった。
しかも、これら14 m級車は車体長も車体幅も小さく、さらには一部に戦災復旧車も含まれるなど、今後の長期的な継続使用には適さない状況にあった。
そこで京王帝都電鉄は昇圧に当たり、これらの14 m級電動車の一部を電装解除して付随車とし、昇圧対応車として新造する2010系の編成に暫定的に挿入することで、昇圧時に一度に該当全車を新造車で置き換えることを回避することとした。
これにより、京王は輸送力を低下させることなく昇圧の日を迎えることが可能となり、また昇圧後これらの付随車を新造車や他系列からの編入車と順次交換してゆくことで、昇圧に当たって最大の問題となる年間予算の急増なしにスムーズな車両代替を実現した。
このグループに属する車両の改造直前の前歴と改造竣工日、改造担当事業者は以下の通り。
サハ2500形
- デハ2501→サハ2501：1960年1月 東横車輛工業
- デハ2503→サハ2502：1960年1月 東横車輛工業
- デハ2500→サハ2503：1960年3月 東横車輛工業
- デハ2407→サハ2504：1960年4月 東横車輛工業
- サハ2112→サハ2505：1961年12月 東横車輛工業
- サハ2114→サハ2506：1961年12月 東横車輛工業
- サハ2115→サハ2507：1961年12月 東横車輛工業
- デハ2154→サハ2508：1961年12月 東横車輛工業
- デハ2301→サハ2509：1962年9月
- デハ2302→サハ2510：1962年9月
- デハ2303→サハ2511（初代）：1962年9月
- デハ2306→サハ2512（初代）：1962年9月
- サハ2111→サハ2531：1961年9月
- サハ2113→サハ2532：1961年9月

サハ2550形
- デハ2502→サハ2551：1960年1月 東横車輛工業
- デハ2304→サハ2552：1960年1月 東横車輛工業
- デハ2305→サハ2553：1960年3月 東横車輛工業
- デハ2205→サハ2554：1960年4月 東横車輛工業
- デハ2152→サハ2555：1962年12月
- デハ2158→サハ2556：1961年12月
- デハ2156→サハ2557：1961年12月
- デハ2155→サハ2558：1961年12月
- デハ2202→サハ2559：1962年9月
- デハ2203→サハ2560：1962年9月
- デハ2204→サハ2561（初代）：1962年9月
- デハ2206→サハ2562（初代）：1962年9月
- デハ2159→サハ2581：1961年9月 東横車輛工業
- デハ2153→サハ2582：1961年9月 東横車輛工業

以上が示すとおり、デハ2110形（→サハ2110形）12両からは5両、デハ2150形15両からは7両、デハ2200形6両からは当時残っていた5両全車、デハ2300形6両からは6両全車、デハ2400形10両からは戦災更新により異端車となっていた1両、デハ2500形5両からは4両が抽出されて改造された。
具体的な改造内容は電動車については電装品を一切撤去した後、不揃いな床面高さを揃えるために台車心皿および側受にスペーサーを挿入して床面高さの嵩上げを実施、妻面への2010系に準じた広幅貫通路の設置、車内放送および室内灯電源回路などの2010系との共通化、主回路制御信号線および高圧線の引き通し実施、連結器の棒連結器化、それに内装の不燃化などである。
この改造に際しては、車体の経年は浅くとも制御器が東洋電機製造製のHLで、他と比較して単位スイッチ数が多く、14 m級車による5両編成時に負担となるデハ2200形を全車転用するなど、車体と機器の両面から各形式・各車の状況を考慮した選出が実施されている。このため、車体の状態が特に悪かった、いわゆる応急復旧車は対象から外され、逆に戦後、日本車輌製造東京支店で車体を新造した戦災復旧車は全車対象となっている。
これらの14 m級改造車28両は京王社内ではスモールマルティー（○に小文字tを入れる。ⓣ。以下(t)と表記）と呼ばれていた。
もっとも、昇圧前後の財政的に厳しい時期を乗り切る上では重要な役割を果たした本グループであるが、接客設備面では車体が狭く乗り心地も悪いなど問題が多く、1964年6月にサハ2531・2532・2581・2582の4両が車体更新名義での新造車であるサハ2521・2522・2571・2572に車籍を譲ったのを皮切りに、後述する2700系からの編入車と置き換わる形で1966年4月より廃車が始まり、1968年12月までに全車が廃車となった。

### 車体更新名義での新造車グループ
1962年12月竣工の2010系デハ2023・2073の編成以降では、在来の14 m級車を編入改造するのではなく、それらの車籍を流用し2010系と同等の車体を備える中間車を新製投入することとなった。これらは京王社内ではスモールマルティー車との区別のため、ラージマルティー（○に大文字Tを入れる。Ⓣ。以下 (T) と表記）と呼ばれていた。
このグループに属する車両の書類上の前歴と竣工日、メーカーは以下の通り。
サハ2500形
- サハ2531→サハ2521 1964年6月 東横車輛工業
- サハ2532→サハ2522 1966年12月 東横車輛工業
- デハ2126→サハ2523 1962年12月 東急車輛製造
- デハ2151→サハ2524 1962年12月 東急車輛製造
- デハ2157→サハ2525 1962年12月 日本車輌製造（東京支店）
- デハ2163→サハ2526 1962年12月 日本車輌製造（東京支店）

サハ2550形
- サハ2581→サハ2571 1964年6月 東横車輛工業
- サハ2582→サハ2572 1966年12月 東横車輛工業
- デハ2307→サハ2573 1962年12月 東急車輛製造
- サハ2110→サハ2574 1962年12月 東急車輛製造
- サハ2121→サハ2575 1962年12月 日本車輌製造（東京支店）
- サハ2122→サハ2576 1962年12月 日本車輌製造（東京支店）

なお、これらは車籍は継承しているが、部品レベルでは一切機器を流用していない。また、その車両番号は下2桁が組み込み先編成内の電動車と揃えられており、そのため2023Fが最初の組み込み先となったことから、製造上のトップナンバーはサハ2523・2573となっている。また、製造時期が2010系3次車と同時、あるいはそれ以降であることから通風器がグローブ式となるなど、これと共通の仕様となっている。
窓配置は2D (1) 2D (1) 2D (1) 1である。
また、組み込み先全編成が特急運用へ充当されたことから、これら12両は全車ともに一度5000系と同様のアイボリーホワイトに臙脂色の細帯となっており、いずれも1971年5月までに元のライトグリーン1色に戻されている。
なお、組み込み先の2010系と同様、これらおよび後述の2700系からの編入車についても、1969年までに空気ブレーキのARSE電磁自動空気ブレーキからHSC電磁直通ブレーキへの改造工事が施工された。
これらは1984年の2010系淘汰まで全車残存し、同年に2010系とともに除籍されている。

### 2700系からの編入車
1963年8月の京王線1,500 V昇圧に際し、これも予算面の制約から5000系の増結車として、在来の2700系を電装解除、その機器を流用した5070系が新造されることとなった。
この工事によって2700系は24両を数えた電動車のうち、12両が電装解除され、19両を数えた制御車・付随車についても編成を組むべき電動車を失って余剰をきたした。これに伴い、当時スモールマルティーこと14 m級付随車を連結していた2010系各編成について、これら2700系余剰車を転用改造した17 m級付随車で置き換えることが計画された。
このグループに属する車両の改造直前の前歴と改造竣工日、改造担当事業者は以下の通り。
サハ2500形
- クハ2787[注 11]→サハ2511（2代目） 1969年1月 東急車輛製造
- クハ2771→サハ2512（2代目） 1969年1月 東急車輛製造
- クハ2783→サハ2513 1969年1月 東急車輛製造
- デハ2713→サハ2514 1966年10月 東横車輛工業
- クハ2785[注 11]→サハ2515 1966年6月 東横車輛工業
- クハ2788[注 11]→サハ2516 1966年6月 東横車輛工業
- サハ2752→サハ2517 1965年9月 東横車輛工業
- サハ2753→サハ2518 1965年9月 東横車輛工業
- デハ2716→サハ2519 1964年2月 東横車輛工業
- サハ2755→サハ2520 1964年2月 東横車輛工業

サハ2550形
- クハ2786[注 11]→サハ2561（2代目） 1969年1月 東急車輛製造
- クハ2784→サハ2562（2代目） 1969年1月 東急車輛製造
- クハ2790[注 11]→サハ2563 1969年1月 東急車輛製造
- デハ2714→サハ2564 1966年10月 東横車輛工業
- デハ2718→サハ2565 1966年6月 東横車輛工業
- デハ2719→サハ2566 1966年6月 東横車輛工業
- サハ2751→サハ2567 1965年9月 東横車輛工業
- デハ2722→サハ2568 1965年9月 東横車輛工業
- デハ2715→サハ2569 1964年2月 東横車輛工業
- サハ2754→サハ2570 1964年2月 東横車輛工業

これらは改造に当たって、電動車の電装解除とともに、デハとクハについては運転台を撤去した後、台枠全長まで客室を延長し、両端に広幅貫通路を備える、当初よりサハとして新造されたグループと完全に同等の構造・外観に揃えられている。
このグループには1次車から5次車まで、2700系の全てのグループが含まれており、そのため前述の車籍継承による新造車グループとほぼ同型の車体ながら押し込み式通風器を搭載した車両や、2700系の特徴である窓の上下に補強用のリブを施し、側窓の上段をHゴム支持（いわゆるバス窓）とした車両など、形式扱いながら種車の製造ロットごとに車体構造面で様々な相違が存在した。台車についても2700系時代からの転用が多いうえに、改造時に台車を新造した例もあるなど多種多様であった。
もっとも、これらは元々編入先の2010系よりも車齢の高い車両を編入改造したものであったため、1981年の編成組み替えに伴う付随車の余剰廃車に際しては、車齢が若く2010系と同等の車体を備える第5次車由来のサハ2520・2570と、その次に車齢の若い第4次車由来のサハ2513・2563の4両を残して16両が廃車解体され、最後に残った4両も2010系全廃に先立ち1984年3月に廃車解体されている。
なお、本グループもサハ2519・2520・2569・2570の4両がアイボリーホワイトに臙脂色の細帯を巻いた5000系と同じ塗装を施されて特急運用へ充当されており、やはり1971年5月までにライトグリーン1色へ塗装が復元されている。

## 譲渡

### 伊予鉄道

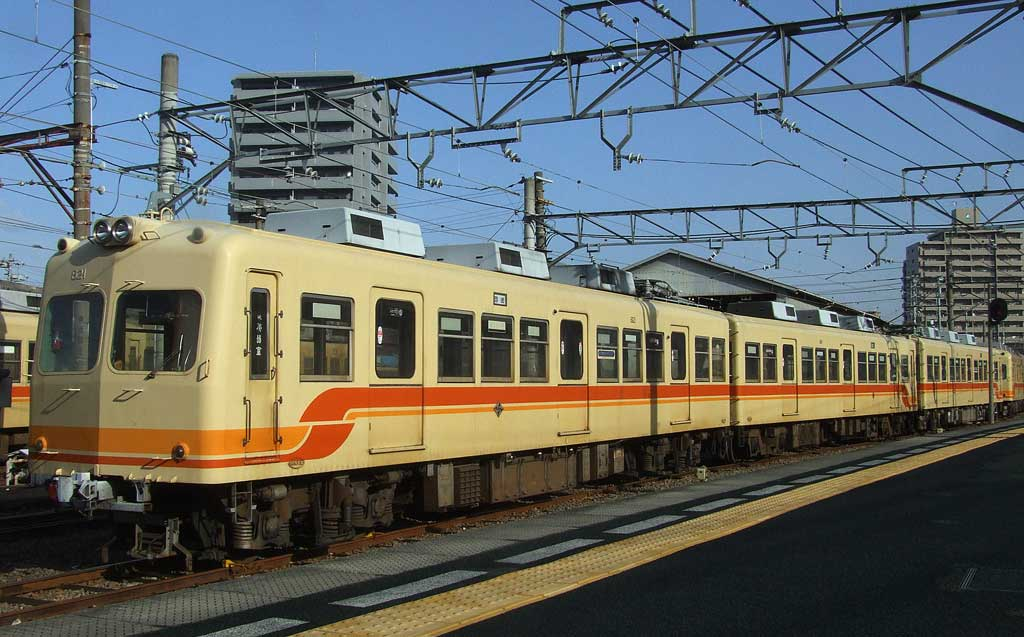
伊予鉄道に譲渡された2010系（800系）

800系
2010系と2500系車体更新名義新造車グループについては、経年25年前後と比較的車齢が若かったことから、1984年の廃車後、同年から翌1985年にかけて伊予鉄道へ譲渡され、800系となった。
2010系はデハ2010形から2018・2019・2021 - 2023・2025、デハ2060形から2069・2070・2072 - 2074・2076と中間電動車化されていた車両を避ける形で12両が譲渡され、デハ2010形はモハ810形811 - 816、デハ2060形はモハ820形821 - 826に、2500系はサハ2500形から2524 - 2526、サハ2550形から2573・2575・2576の計6両が譲渡されサハ850形851 - 856になり、モハ - サハ - モハの3両編成6本を組成した。
伊予鉄道は軌間が1,067 mmであることから2010系の主電動機と電動車の台車についてはほぼ同時期に廃車となった井の頭線1000系（初代）のものが流用され、さらに架線電圧が750 Vであることから再び旧デハ2060形各車に搭載する必要が生じた主制御器などについては、同時期廃車のデハ2010形各車からの流用品を充当している。また前面の行先表示幕は撤去して側面のみとした。
一方、2500系は大改造を要した電動車とは異なり、これらは当初、台車の改軌改造程度の措置で済まされていた。なお、これら6両の譲渡車は、台車として京王時代以来の日本車輛製造NA-318Tあるいは東急車輛製造TS-321Aを、車輪のバックゲージと基礎ブレーキ装置の取り付け位置を1,067 mm軌間に適応するように変更した上で装着している。これらはいずれも軸ばね式のペデスタルによる軸箱支持機構と、揺れ枕を廃止したインダイレクトマウント式の空気ばねによる枕ばねを備えた、簡素な構造の空気ばね台車である。
この間、1985年から1987年にかけて各車とも冷房能力10,500 kcal/hの分散式冷房装置3基を装備して冷房化され、その電源用にサハ850形にGTOサイリスタ素子による静止形インバータが搭載されている。
その後、サハ850形については運用形態の効率化を図り、1993年から1994年にかけて京王重機整備の手で高浜・郡中港寄り車端部の構体を台枠だけ残して切断、ここに新造した5000系類似の貫通型運転台ブロックを結合する工事を実施して、全車がクハ850形851 - 856へ改造されている。
2009年度から3000系（元・京王3000系）導入に伴い順次置き換えが進められ、2010年7月25日にさよなら運転を行い運用を終了した。このうち、2009年に廃車となったモハ820形・クハ850形各2両が銚子電気鉄道に譲渡され、同社2000形電車となっている。

### 銚子電気鉄道

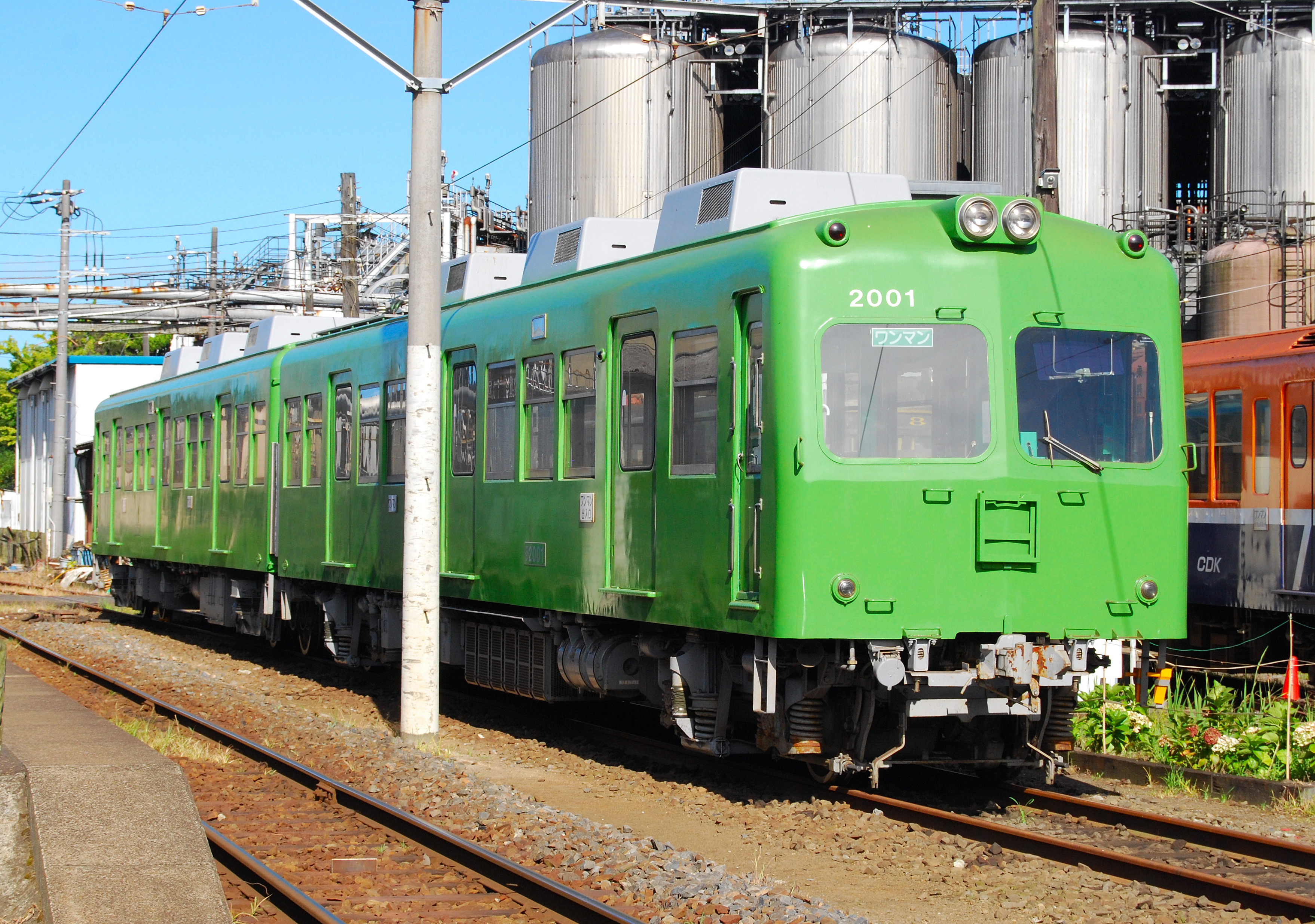
銚子電気鉄道2000形

2000形
2009年11月に伊予鉄道のモハ822 - クハ852・モハ823 - クハ853の2編成4両が銚子電気鉄道に譲渡された。2000形（デハ2000形2001・2002、クハ2500形2501・2502）として当初2009年度中の営業運転開始が予定されていたが、諸事情から遅れ営業運転開始は2010年7月24日となった。
なお、銚子電気鉄道に譲渡される車両のうち2両1編成（2001編成）の外装は京王時代のライトグリーンに復元され、26年ぶりの「京王グリーン車」の復活となっていた。なお、この編成は2018年をもって青系のカラーリングに塗装変更された。